# Нортън (залив)
Нортън (на английски: Norton Bay) е залив в североизточната част на Берингово море, край западния бряг на щата Аляска. Вдава се на изток в сушата на 220 km. Ширината на входа между носовете Родни на север и Нунактук на юг е 176 km. Дълбочината му е 10 – 20 m, максимална – 27 m. Заливът Нортън е разположен покрай южния бряг на големия полуостров Сюърд и североизточно от делтата на река Юкон. Бреговете му са предимно ниски, равнинни, заблатени, на север и североизток силно разчленени. Тук дълбоко навътре в сушата се вдават по-малките заливи Головнин (на север) и Нортън Саунд (на североизток). В южната и източната му част са разположени островите Стюарт, Бесборо и Ег, а в близост до бреговете му има множество малки островчета и скали. В него се вливат доста реки, като по-големите са Куик, Куиниук, Тубутулик, а в югозападната му част – участък от делтата на река Юкон. Покрай северния му бряг се издига възвишението Квикталик (370 m). По бреговете му са разположени 9 малки селища, като най-големите са град Ном (3598 души, 2010 г.) и Головнин (156 души). Заливът Нортън е открит и първично изследван от видния английски мореплавател Джеймс Кук през юли 1778 г. и е наименуван от него в чест на британския политик Флечър Нортън (1716 – 1789).